# Lilou Ressencourt
Lilou Ressencourt, née le 5 juin 2003 à Lannemezan, est une nageuse française.

## Carrière
Lilou Ressencourt est sacrée championne de France du 200 mètres papillon aux Championnats de France d'hiver de natation 2021 à Montpellier. En 2024, elle est sélectionnée pour le relais 4×100 m, 4 nages, des Jeux olympiques de Paris 2024. À la suite de cette compétition, elle part vivre en Californie pour s'entraîner à l'université de Berkeley.
Elle représente la France lors des Championnats du monde de natation 2025 et atteint la demi-finale du 200 m papillon. 